# Hugo Haas
Hugo Haas (Brno, 19 febbraio 1901 – Vienna, 1º dicembre 1968) è stato un regista e attore ceco.
Haas, nato nell'allora Impero austro-ungarico, ed attivo anche come sceneggiatore cinematografico, al di là della sua carriera di attore teatrale, è apparso in più di 60 film fra il 1925 ed il 1962, e ha curato la regia di una ventina di film fra il 1933 e il 1962.

## Biografia
Dopo il diploma al conservatorio, nel quale studiò sotto la guida di Leoš Janáček insieme al fratello Pavel, che divenne un apprezzato compositore, Hugo Haas iniziò la sua carriera di attore al Teatro Nazionale di Brno, a Ostrava e ad Olomouc. Nel 1924 si trasferì a Praga, dove fu attivo al teatro Vinohrady fino al 1929. Nel 1930, grazie all'interessamento di Karel Hugo Hilar, divenne membro della compagnia del Teatro Nazionale di Praga, ove rimase fino all'emigrazione nel 1939. Uno dei suoi ruoli più significativi fu quello del dottor Galen in Bílá nemoc ("Il morbo bianco"), che Karel Čapek scrisse appositamente per lui. Il suo ultimo ruolo al Teatro Nazionale fu quello del direttore Busman in R.U.R. di Čapek. 
Nel 1925 Haas fece il suo debutto cinematografico nel ruolo del notaio Voborský nel film muto Jedenácté přikázání ("L'undicesimo comandamento") (una decina di anni dopo recitò la medesima parte nel film omonimo di Martin Frič). Con l'avvento del cinema sonoro ebbe modo di esibire il proprio talento comico in Muži v offsidu di Svatopluk Innemann, del 1931. Da lì al 1938 prese parte a una trentina di film. 
Nel 1936, in collaborazione con Otakar Vávra, diresse il suo primo film, Velbloud uchem jehly, per poi passare a Kvočna (la cui colonna sonora si deve al fratello Pavel), Bílá nemoc e Co se šeptá. L'ultimo film cui prese parte come attore in Cecoslovacchia fu Andula vyhrála, di Miroslav Cikán, uscito nel 1938.
In conseguenza della Conferenza e accordo di Monaco del 1938 e dell'occupazione tedesca della Cecoslovacchia degli inizi del 1939, Haas fu licenziato dal Teatro Nazionale della capitale ceca in ottemperanza alle Leggi di Norimberga, in virtù delle sue origini ebraiche. Nell'aprile dello stesso anno, insieme alla moglie Maria von Bibikoff (detta "Bibi") passò a Parigi, e di lì in Spagna; successivamente, da Lisbona raggiunse il porto di New York nell'ottobre/novembre del 1940. Il loro figlio Ivan fu preso in consegna dal fratello Pavel che, più tardi, insieme al padre Lipmann (Zikmund) Haas, trovò la morte nel campo di sterminio di Auschwitz nel 1944. 
Verso la metà degli anni '40 Haas era diventato un classico caratterista del cinema americano. A partire dal 1951 iniziò a dirigere una serie di B-movies, generalmente con attrici bionde e seduttive come star, e che dominavano la campagna promozionale del film, nonostante il ruolo maschile da protagonista fosse riservato allo stesso Haas. Notevole, all'interno di questa produzione, fu The Girl on the Bridge (1951), che Haas diresse, scrisse, produsse e interpretò: vi si narra di un orologiaio che, avendo perso la moglie e i figli nell'olocausto, si costituisce una nuova famiglia insieme a una giovane donna che salva da un tentativo di suicidio.
I film statunitensi di Haas, nonostante il tiepido riscontro della critica, furono spesso dei successi commerciali, e ospitarono attori con una certa notorietà ai tempi, come la Miss Universo del 1956 Carol Morris, Eleanor Parker, John Agar, Vince Edwards, Joan Blondell, Agnes Moorehead, Julie London, Corinne Griffith e Marie Windsor.
Il suo ultimo film, Paradise Alley, fu rifiutato dalle majors di produzione e distribuzione cinematografiche, finché non apparve, con una circolazione limitata, nel 1962.
Nei tardi anni '50 Hugo Haas fece ritorno in Europa. Dopo un breve soggiorno in Italia, nel 1961 si stabilì a Vienna, dove fece sporadiche apparizioni in televisione. Se si eccettua una breve visita durante il centenario della fondazione del Teatro Nazionale di Praga nel 1963, egli non ritornò più nella madrepatria. Morì a Vienna nel 1968 in seguito alle complicazione dell'asma di cui soffriva.

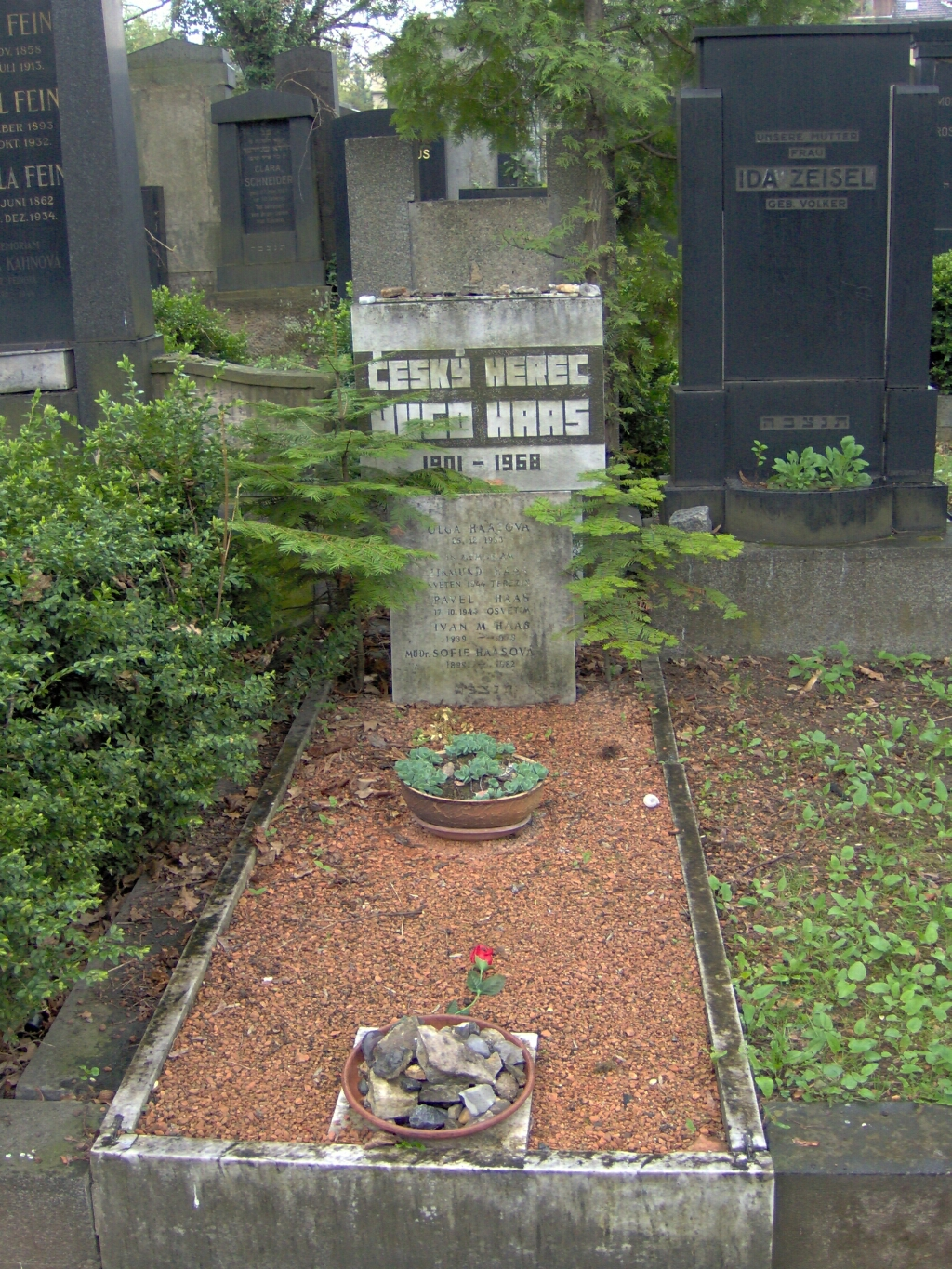
Tomba di Hugo Haas al Cimitero Ebraico di Brno

## Teatro (parziale)
- The First Crocus di Arnold Sundgaard (Longacre Theatre, Broadway. New York, 1942)[8].

- R.U.R. di Karel Čapek, regia di Lee Strasberg (Ethel Barrymore Theatre, Broadway, New York, 1942)[9].

- Magdalena, commedia musicale, musica di Heitor Villa-Lobos, testo di Robert Wright e George Forrest, regia di Jules Dassin, coreografia di Jack Cole (Ziegfeld Theatre, Broadway, New York, 1948)[10].

## Filmografia

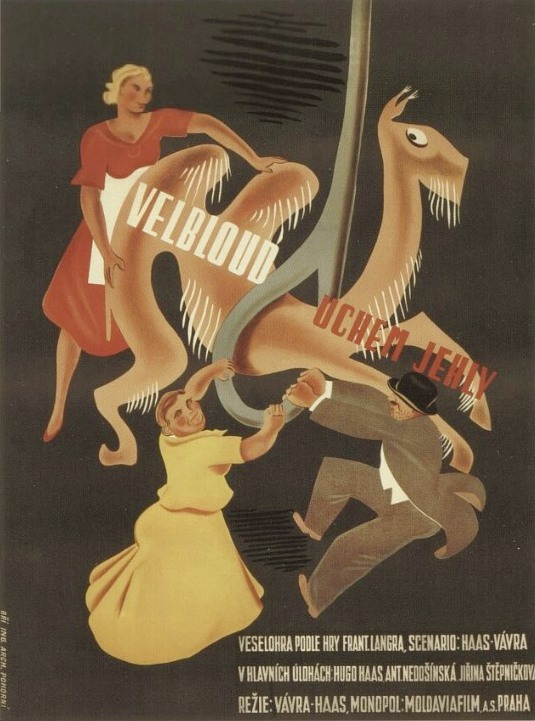
Locandina del film Velbloud uchem jehly (1936)

### Regista
- Velbloud uchem jehly, co-regia con Otakar Vávra (anche attore) (1936)
- Děvčata, nedejte se!, co-regia con Jan Alfréd Holman (anche attore) (1937)
- Kvočna (1937)
- Co se šeptá (anche attore) (1938)
- Bílá nemoc (anche attore) (1937)
- La follia del silenzio (Pickup) (anche attore, produttore e sceneggiatore) (1951)
- The Girl on the Bridge (anche attore, produttore e sceneggiatore) (1951)
- Strano fascino (Strange Fascination) (anche attore, produttore e sceneggiatore) (1952)
- Confessione di una ragazza (One Girl's Confession) (anche attore, produttore e sceneggiatore) (1953)
- Thy Neighbor's Wife (anche attore, produttore e sceneggiatore) (1953)
- Bait (anche attore, produttore, sceneggiatore) (1954)
- The Other Woman (anche attore) (1954)
- Hold Back Tomorrow (anche sceneggiatore) (1955)
- Edge of Hell (anche attore, produttore e sceneggiatore) (1956)
- Screen Directors Playhouse, serie TV, stagione unica, episodio 26: The Dream (1956)
- Hit and Run (anche attore, produttore e sceneggiatore) (1957)
- La donna delle tenebre (Lizzie) (anche attore) (1957)
- Telephone Time, serie TV, stagione 2, episodio 25: Escape (anche attore); episodio 29: Rabbi on Wheels (anche attore) (1957)
- Questa è la mia donna (Night of the Quarter Moon) (1958)
- Born to Be Loved (anche attore, produttore e sceneggiatore) (1959)
- Paradise Alley (anche attore, produttore e sceneggiatore) (1962)

### Attore

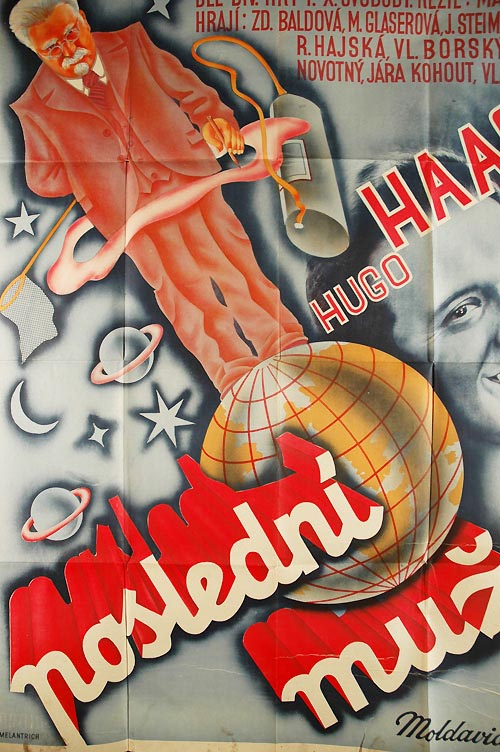
Locandina del film Poslední muž (1934)

- Jedenácté přikázání, regia di Václav Kubásek (1925)
- Josef Kajetán Tyl, regia di Svatopluk Innemann (1925)
- Z českých mlýnů, regia di Svatopluk Innemann (1925),
- Kdyz struny lkají, regia di Friedrich Fehér (1930)
- Dobrý voják Švejk, regia di Martin Frič (1931)
- Načeradec, král kibiců, regia di Gustav Machatý (1931)
- Muži v offsidu, regia di Svatopluk Innemann (1931)
- Kariéra Pavla Čamrdy, regia di Miroslav J. Krňanský (1931)
- Obrácení Ferdyše Pištory, regia di Josef Kodiček (1932)
- Zapadlí vlastenci, regia di Miroslav J. Krňanský (1932)
- Madla z cihelny, regia di Vladimír Stavinský (1933)
- Dům na předměstí, regia di Miroslav Cikán (1933)
- Její lékař, regia di Vladimír Stavinský (1933)
- Život je pes, regia di Martin Frič (1933)
- Sestra Angelika, regia di Martin Frič (1933)
- Okénko, regia di Vladimír Stavinský (1933)
- Poslední muž, regia di Martin Frič (1934)
- Mazlíček, regia di Martin Frič (1934)
- Ať žije nebožtík, regia di Martin Frič (1935)
- Jedenácté přikázání, regia di Martin Frič (1935)
- Ulička v ráji, regia di Martin Frič (1936)
- Švadlenka, regia di Martin Frič (1936)
- Tři muži ve sněhu, regia di Vladimír Stavinský (1936)
- Mravnost nade vše, regia di Martin Frič (1937)
- Andula vyhrála, regia di Miroslav Cikán (1937)
- Svět kde se žebrá, regia di Miroslav Cikán (1938)
- Tamara figlia della steppa (Days of Glory), regia di Jacques Tourneur (1944)
- Temporale d'estate (Summer Storm), regia di Douglas Sirk (1944)
- Strange Affair, regia di Alfred E. Green (1944)
- La signora Parkington (Mrs. Parkington), regia di Tay Garnett (1944)
- Il pirata e la principessa (The Princess and the Pirate), regia di David Butler (1944)
- Documents secrets, regia di Léo Joannon (1945)
- Una campana per Adano (A Bell for Adano), regia di Henry King (1945)
- Jealousy, regia di Gustav Machatý (1945)
- Dakota, regia di Joseph Kane (1945)
- Al caporale piacciono le bionde (What Next, Corporal Hargrove?), regia di Richard Thorpe (1945)
- La taverna dei quattro venti (Two Smart People), regia di Jules Dassin  (1946)
- Vacanze al Messico (Holiday in Mexico), regia di George Sidney  (1946)
- Il disonesto (The Private Affairs of Bel Ami), regia di Albert Lewin (1947)
- Leben des Galilei, cortometraggio, regia di Ruth Berlau e Joseph Losey (1947)
- La matadora (Fiesta), regia di Richard Thorpe (1947)
- Il prigioniero di Fort Ross (Northwest Outpost), regia di Allan Dwan (1947)
- La superba creola (The Foxes of Harrow), regia di John M. Stahl  (1947)
- Merton of the Movies, regia di Robert Alton  (1947)
- My Girl Tisa, regia di Elliott Nugent (1948)
- Casbah, regia di John Berry (1948)
- For the Love of Mary, regia di Frederick de Cordova  (1948)
- Dopo Waterloo (The Fighting Kentuckian) , regia di George Waggner (1949)
- Your Show Time, serie TV (1949)
- Le miniere di re Salomone (King Solomon's Mines), regia di Compton Bennett e Andrew Marton (1950)
- La vendicatrice (Vendetta), regia di Mel Ferrer e Max Ophüls (1950)
- The Ford Television Theatre – serie TV (1953-1954)
- Il fidanzato di tutte (The Tender Trap), regia di Charles Walters (1955)
- Telephone Time – serie TV, episodi 1x13-2x25-2x29 (1956-1957)
- Avventure in paradiso (Adventures in Paradise) – serie TV, episodio 1x19 (1960)
- Bonanza – serie TV, episodio 1x31 (1960)